# Акцепт
Акце́пт (лат. acceptus — принятый) — ответ лица, которому адресована оферта, о её принятии. Акцепт — согласие на оплату.
По российскому законодательству акцепт должен быть полным и безоговорочным (принятие предложения на иных условиях признаётся новой офертой).
Установлены также две законодательные презумпции:
- не является акцептом молчание в ответ на направление оферты, если иное не вытекает из закона или прежних деловых отношений сторон.
- считается акцептом совершение адресатом оферты в установленный для акцепта срок действий по выполнению указанных в ней условий договора (отгрузка товаров, предоставление услуг, выполнение работ, уплата соответствующей суммы и т. п.), если иное не предусмотрено законом, иными правовыми актами или не указано в оферте.

Если извещение об отзыве акцепта поступило лицу, направившему оферту, ранее акцепта или одновременно с ним, акцепт считается не полученным.

## Бухгалтерия
Акцепт (лат. acceptus — принятый):
1. согласие на заключение договора в соответствии с предложением (офертой) другой стороны;
2. в международном праве это одностороннее заявление о связанности условиями договора;
3. принятие плательщиком (трассатом) по переводному векселю (тратте) обязательства оплатить вексель при наступлении указанного в нём срока. Такой акцепт оформляется в виде соответствующей надписи акцептанта на лицевой стороне векселя;
4. согласие банка гарантировать уплату суммы, указанной в переводном векселе;
5. согласие плательщика на оплату денежных и товарных документов. Применяется при расчётах за товары, услуги и выполненные работы, при которых платёж производится с согласия (акцепта) плательщика по расчётным документам, выписанным поставщиком.

## Законодательное определение в России
Пункт 1 статьи 438 Гражданского кодекса РФ от 30.11.1994 № 51-ФЗ. Согласно данному легальному определению, акцептом признаётся ответ лица, которому адресована оферта, о полном и безоговорочном её принятии. При этом молчание акцептом не является, если иное не вытекает из закона, соглашения сторон, правового обычая или из практики прежних деловых отношений между сторонами. Ещё одной формой акцепта признаётся совершение лицом, получившим оферту, в срок, установленный для её принятия, действий, направленных на выполнение указанных в ней условий договора (как то, к примеру, отгрузка товаров, предоставление услуг, выполнение работ, уплата соответствующей суммы и т. п.) ― если иное не предусмотрено законом, иными правовыми актами или не указано в оферте.